# Butterflies
Butterflies – trzeci singel Michaela Jacksona z albumu Invincible. Dotarł do 14 miejsca na liście Billboard Hot 100.

## Lista utworów
CD Promo
1. Butterflies (4:40)

12" Promo
1. Master Mix (feat. Eve)
2. Michael A Cappella
3. Eve A Cappella
4. Instrumental

## Notowania
| Lista (2001)                         | Najwyższa pozycja |
| ------------------------------------ | ----------------- |
| U.S. Billboard Hot 100               | 14                |
| U.S. Billboard Hot R&B/Hip-Hop Songs | 2                 |
| Lista (2009)                         | Najwyższa pozycja |
| U.S. Billboard Hot Digital Songs     | 89                |

## Informacje szczegółowe
- Słowa, muzyka i aranżacja: Andre Harris i Marsha Ambrosius
- Produkcja: Michael Jackson i Andre Harris
- Wokale: Michael Jackson i Marsha Ambrosius
- Wszystkie Instrumenty: Andre Harris